# Evgeni Prasolov
Evgeni Prasolov (* 25. September 1987 in Taschkent, Usbekistan) ist ein Handballspieler. Seine Körpergröße beträgt 1,89 m.
Prasolov lebte die ersten zwei Jahre in Usbekistan, danach fünf Jahre in Spanien, bevor er nach Deutschland kam, zuerst nach Pfullingen und später nach Fellbach. In der Jugend spielte er beim TSV Schmiden und für die Jugendspielgemeinschaft Fellbach/Schmiden. Er wurde in die Auswahlmannschaft des HVW berufen. Im Sommer 2007 wechselte Prasolov vom TSV Schmiden aus der Württembergliga zum Zweitligisten TV Bittenfeld. 2009 wechselte Prasolov vom TV Bittenfeld zurück zum TSV Schmiden. Mit dem TSV Schmiden stieg Prasolov 2010 in die Baden-Württemberg-Oberliga auf. 2011 wechselte Prasolov vom TSV Schmiden zum Drittligisten TSB Heilbronn-Horkheim. Im Sommer 2016 wechselte Prasolov zum Drittligisten TGS Pforzheim. Zwei Jahre später schloss sich Prasolov dem Ligakonkurrenten HC Oppenweiler/Backnang an. Im Jahr 2021 wechselte er zum VfL Waiblingen.
2012 wurde Prasolov Deutscher Hochschulmeister.
Beim TV Bittenfeld spielte Prasolov auf der Position eines linken Außenspielers. Später bekleidete er die Position eines linken und mittleren Rückraumspielers.
Im Jahr 2011 wurde Prasolov in Fellbach mit der Auszeichnung zum Sport-Ass des Jahres geehrt.
Evgeni Prasolovs Vater Alexandr Prasolov ist ein ehemaliger Handballspieler und jetziger Handballtrainer. Als Spieler war Alexandr als Profi in Spanien sowie beim VfL Pfullingen unter Vertrag. Als Trainer beim TSV Schmiden spielte Evgeni unter seinem Vater. Seit 2013 trainiert Alexandr Prasolov den Oberligisten TSV Neuhausen.
Evgenis jüngerer Bruder Alexey Prasolov ist ebenfalls Handballspieler. Beim TSV Schmiden und beim TSB Heilbronn-Horkheim spielten beide jeweils zusammen in einer Mannschaft. Mittlerweile spielt Alexey beim TSV Neuhausen.